# Ларс Вайбель
Ларс Ва́йбель (нім. Lars Weibel; 20 травня 1974, Лахен (Швіц), Швейцарія) — швейцарський хокеїст, воротар.

## Кар'єра (клубна)
Ларс Вайбель почав свою кар'єру 1992 року у ХК «Біль». Через рік, воротар переїхав до ХК «Луґано», де він залишався до 2001 року, 1994 був обраний Чикаго Блекгокс‎ (Драфт НХЛ 1994 року), але ніколи не грав за клуб НХЛ.
У складі ХК «Луґано» Вайбель став чемпіоном Швейцарії. У сезоні 2000/01 виступав за ХК «Давос», голкіпер був також одним з провідних виконавців. У 2000 та 2001 Ларс виграв з ХК «Давосом» престижний Кубок Шпенглера, крім того, входив у 2000 та 2002 до команди «Усіх зірок» цього турніру. Починаючи з сезону 2004/05 грав за ХК «Цуг». 2009 покинув швейцарський клуб та уклав контракт на один сезон 2009/10 років з Кельнер Гайє, де він замінив раптово померлого Роберта Мюллера. У серпні 2010 року Вайбель закінчив свою кар'єру.
Він є постійним гостем швейцарського каналу SRF zwei під час плей-оф НЛА.

## Кар'єра (збірна)
У національній збірній провів 44 гри.

## Нагороди та досягнення
- 1999 Чемпіон Швейцарії у складі ХК «Луґано».
- 2000 Володар Кубка Шпенглера у складі ХК «Давос».
- 2000 В команді «Усіх зірок» Кубка Шпенглера.
- 2001 Володар Кубка Шпенглера у складі ХК «Давос».
- 2002 В команді «Усіх зірок» Кубка Шпенглера.
- 2002 Віце-чемпіон Швейцарії у складі ХК «Давос».